# Глюконастуртиин
Глюконастуртиин (фенэтил глюкозинолат) — это один из самых распространенных глюкозинолатов крестоцветных овощей, содержащийся главным образом в корнях. Вероятно, это растительное соединение естественным образом защищает от вредных насекомых при выращивании крестоцветных, таких как белокочанная капуста, горчица или рапс в севообороте с участием других культур. Действие глюконастуртиина наступает после его разрушения растительным ферментом мирозиназой до фенилэтил изотиоцианата, который токсичен для большинства организмов.
Название глюконастуртиин произошло от водяного кресса (Nasturtium officinale), в котором он содержится. Также наряду с синигрином он встречается в хрене (Armoracia rusticana). Оба вещества придают этому овощу резкий, острый вкус.
По результатам исследования корня хрена на все извлеченные глюкозинолаты приходится 83 процента синигрина и 11 процентов глюконастуртиина.